# Ryūji Shimoshi
Ryūji Shimoshi (japanisch 下司 隆士 Shimoshi Ryūji; * 24. Juli 1985 in der Präfektur Ehime) ist ein ehemaliger japanischer Fußballspieler.

## Karriere
Shimoshi erlernte das Fußballspielen in der Schulmannschaft der Chikyu Kankyo High School. Seinen ersten Vertrag unterschrieb er 2004 bei den Sagan Tosu. Der Verein spielte in der zweithöchsten Liga des Landes, der J2 League. Für den Verein absolvierte er 30 Ligaspiele. 2006 wechselte er zu Shizuoka FC. Ende 2007 beendete er seine Karriere als Fußballspieler.